# Margaret S. Graves
Margaret S. Graves ist eine US-amerikanische Kunsthistorikerin und Professorin für islamische Kunst.

## Leben
Graves studierte an der University of Edinburgh, wo sie 2010 mit der Schrift Worlds Writ Small: Four Studies on Miniature Architectural Forms in the Medieval Middle East promovierte. Von 2010 bis 2012 war sie am Aga Khan Trust for Culture in Genf als Research associate tätig. Seit 2012 lehrt sie an der Indiana University, zunächst als Assistant Professor (2012–2018), dann als Adjunct Assistant Professor (2014–2018). Seit 2018 ist sie Associate Professor am Department of Art History der Indiana University.
Ihre Forschungsschwerpunkte sind mittelalterliche islamische Kunst und Architektur, Kunst und Kunstgewerbe der islamischen Welt im neunzehnten Jahrhundert und die Historiographie der Kunstgeschichte der islamischen Kunst.

## Fellowships (Auswahl)
- 2015–16: Member, Institute for Advanced Study, Princeton
- 2011–14: British Academy Three-Year Postdoctoral Fellowship for outstanding early career scholars (abgelehnt)

## Preise (Auswahl)
- International Center of Medieval Art Annual Book Prize, 2019 für Arts of Allusion: Object, Ornament, and Architecture in Medieval Islam

## Werke (Auswahl)

### Monographien
- Arts of Allusion: Object, Ornament, and Architecture in Medieval Islam (New York: Oxford University Press, 2018). 352 pp. ISBN 978-0-19-069591-0

### Herausgeberin
- mit Moya Carey: Journal of Art Historiography, 6: Islamic Art historiography, guest-edited special issue, June 2012.
- Islamic Art, Architecture and Material Culture: New Perspectives (Oxford: British Archaeological Reports, International Series 2436, 2012).
- mit Benoît Junod: Treasures of the Aga Khan Museum: Arts of Islamic Architecture. Exhibition catalogue (Geneva: Aga Khan Trust for Culture, 2011).